# A Lei do Amor
A Lei do Amor är en brasiliansk telenovela som sändes på Rede Globo från 2016 till 2017.

## Rollista
| Skådespelare         | Karaktär                        |
| -------------------- | ------------------------------- |
| Cláudia Abreu        | Heloísa Martins Bezerra (Helô)  |
| Reynaldo Gianecchini | Pedro Guedes Leitão             |
| Vera Holtz           | Magnólia Costa Leitão           |
| José Mayer           | Sebastião Bezerra (Tião)        |
| Grazi Massafera      | Luciane Leitão                  |
| Tarcísio Meira       | Fausto Leitão                   |
| Isabella Santoni     | Letícia Martins Bezerra         |
| Camila Morgado       | Vitória Costa Leitão Noronha    |
| Ricardo Tozzi        | Augusto Tavares                 |
| Thiago Lacerda       | Ciro Noronha                    |
| Danilo Grangheia     | Hércules Costa Leitão           |
| Claudia Raia         | Salete                          |
| Daniel Rocha         | Gustavo                         |
| Humberto Carrão      | Tiago Leitão                    |
| Matheus Fagundes     | Eduardo Martins Bezerra ("Edu") |
| Alice Wegmann        | Isabela Dias                    |
| Bruna Hamú           | Camila Leitão                   |
| Emanuelle Araújo     | Yara Garcia                     |
| Tuca Andrada         | Misael de Oliveira              |
| Arianne Botelho      | Aline Garcia de Oliveira        |
| Otávio Augusto       | César Venturini                 |
| Maurício Machado     | Arlindo Nacib                   |
| Gil Coelho           | Wesley                          |
| Bianca Müller        | Ana Luiza Costa Leitão          |
| Ana Rosa             | Zuleika Pessoa (Zuza)           |
| Maria Flor           | Flávia                          |
| Regiane Alves        | Beth Tavares                    |
| Danilo Ferreira      | Zelito                          |
| Heloísa Périssé      | Mileide Rocha                   |
| Titina Medeiros      | Ruty Raquel Rocha               |
| Armando Babaioff     | Bruno Pessoa                    |
| Gabriel Chadan       | Robinson                        |
| Érico Brás           | Jader Azevedo                   |
| Pierre Baitelli      | Antônio Ferrari                 |
| João Campos          | Élio Bataglia                   |
| Tato Gabus Mendes    | Olavo Maciel                    |
| Marcella Rica        | Jéssica                         |
| Bia Montez           | Leila de Oliveira               |